# Амадей III Савойски
Вижте пояснителната страница за други личности с името Амадей Савойски.
Амадей III Савойски или Амадей от Мориен, наречен Кръстоносецът (на италиански: Amedeo III di Savoia detto il Crociato, на френски: Amédée III de Maurienne, Amédée III de Savoie; * ок. 1095, Кариняно, Савойско графство; † 30 март 1148, Никозия, Кипър) е 7-и граф на Мориен/граф на Савоя, маркграф на Торино/Суза, господар на Аоста, на Бюже и на Шабле. Той е първият, който носи титлата „граф на Савоя“.
Прозвището му се дължи на участието му във Втория кръстоносен поход, призован на оръжие от папа Каликст II, негов вуйчо, от когото получава като подарък символа, който използва в герба си.

## Произход
Според френския историк Самюел Гишенон той е най-големият син на Хумберт II Дебели (* 1060, † 1103), 6-и граф на Мориен, господар на Аоста, на Бюже и на Шабле, маркграф на Торино, и на съпругата му Гизелда или Гизела Бургундска (* 1075, † ок. 1133). Негови дядо и баба по бащина линия са Амадей II, граф на Мориен, маркграф на Торино, господар на Аоста, на Бюже и на Шабле, и Жана Женевска, а по майчина – Гийом I Бургундски, граф на Бургундия, и Стефания де Лонгви. Племенник е по майчина линия на папа Каликст II. Има четири братя и две сестри:
- Вилхелм[3] († 1130), епископ на Лиеж[5]

- Райналд († сл. 1150), църковно лице[5], провост на Териториално абатство „Сен Морис д'Агон“
- Хумберт[3] († 1131)
- Аделхайд (* ок. 1092, † 1154), кралица на Франция като съпруга на Луи VI, майка на кралете на Франция Филип и Луи VII, съпруга и на Матийо дьо Монморанси, конетабъл на Франция
- Гиг, абат на Намюр и каноник на Лиеж[5]
- Агнес (* ок. 1103, † сл. 1180), господарка на Бурбон като съпруга на Аршамбо VII дьо Бурбон[6]

Има и един природен брат и четири природени сестри от втория брак на майка си, сред които Жана, графиня на Фландрия като съпруга на Вилхелм I Клитон, и Вилхелм V Стари, маркграф на Монферат, съпруг на Юдит Бабенберг.

## Биография
Баща му Хумберт II умира на 19 септември 1103 г. Амадей, най-големият му син, го наследява като Амадей III под опеката на граф Аймон Женевски, който е регент до навършването му на пълнолетие.
През 1104 г. в дарение за църквата на Мориен Амадей III е споменат като „граф“. В друго дарение на църквата в Бюже в памет на душата на баща му Амадей III не само споменава себе си като граф, но също така споменава братята и майка си и неговите настойници Аймон и Гвидо.
След като овдовява, майка му Гизела през 1105 г. се омъжва за маркиз Райнер I Монфератски.
През 1109 г. Амедей III започва да управлява владенията си, след като император Хайнрих IV постановява по-голяма автономия на Комуна Торино, което създава много трудности за целите на Амадей. Амадей обаче през 1111 г. е в свитата на Хайнрих V, когато е коронясан за император в Рим, и новият император му признава титлата „Граф на Савоя“. През 1116 г. императорът потвърждава автономията на град Торино, давайки на епископа на града значителна власт.
На 3 август 1115 г. сестра му Аделахайд се омъжва за краля на Франция Луи VI Дебели.
След 1120 г. Амадей III се сблъсква с графовете на Женева Аймон – бивш негов настойник и след това и с неговия наследник Амадей I, който нахлува в Мориен, излизайки победен.
Амадей III основава Абатство Откомб, където са погребвани членовете на Савойския дом в продължение на векове.
Тъй като Амадей III няма синове от първия си брак, сестра му, кралицата на Франция Аделахайд, и нейният съпруг Луи VI Дебелият биха искали той да обяви втория им син Луи за наследник в ущърб на братята на Амадей III и на другите му племенници. Луи VI, за да го принуди да приеме, нахлува в Бюже, но раждането на сина му Хумберт през 1136 г. и смъртта на Луи VI през 1137 г. решават проблема. В този период Амадей трябва да се бори срещу епископа на Торино, който претендира, че има безусловна власт над града, докато той помага на епископа на Асти да се върне в града, след като е изгонен от общинската власт.
През тези години Амадей III се споменава в два документа от Mémoires pour l'histoire ecclésiastique des diocèses de Genève: номер 17 от 1139 г. и номер 19 от 1140 г.
Въпреки втория си брак с потомка на господарите на Албон – негови съседи, районът е доста бурен. Териториите на враждата на Албон и тези на Савоя се пресичат и за много участъци границата не е ясно определена. Някои владения на граф Амадей III като Рив, Воарон и Сен Лоран дю Пон са твърде близо до Гренобъл, за да не бъдат привлекателни за Албоните. Следователно е достатъчно Амадей III да упражни натиск върху съседните земи през 1140 г., за да може Гиг IV Албонски да се намеси с оръжие срещу него в Гресиводан, въпреки че двамата са роднини, тъй като Амадей III е омъжил за Гиг IV сестра си Матилда. Гиг обсажда замъка Монмелиан, но е изненадан от контраатака на Савоя, като е сериозно ранен в битката: пренесен до замъка Ла Бюсиер, той умира три дена по-късно в ръцете на жена си. Амадей III се отплаща за този нещастен инцидент с Шартрьоз д'Арвиер близо до Сесел.
Според кралицата на Италия Мария-Жозе Белгийска има документ, който удостоверява, че използването на белия кръст върху червено поле на Савойците е използвано от Амадей III от 1143 г.
Regesta comitum Sabaudiae съдържа множество документи за дарения и други от 1104 г. нататък, в които се появява името на граф Амадей III. Той, за да плати разходите, връща някои прерогативи на монасите и отстъпва някои имоти на графовете на Женева, участва във Втория кръстоносен поход заедно със своя полубрат, маркиза на Монферат Вилхелм V, следвайки Конрад III Швабски към Константинопол, пристигайки там към края на лятото на 1147 г. Когато Конрад се завръща в Константинопол, Амадей III и Вилхелм V остават с племенника си Луи VII от Франция и Амадей води с аквитанския граф Годфроа дьо Ранкон авангарда на войските в Анадола. Амадей, според френския историк Виктор Флур дьо Сен Жени, е качен на кораб, който трябва да го отведе до Генуа, но умира в Никозия на остров Кипър, поради изтощение през 1149 г. Според Самюел Гишенон той умира в Никозия на 1 април 1149 г. и е погребан там в местната църква „Свети кръст“, докато според Чарлз Уилям Превите-Ортън той умира в Никозия в началото на април 1148 г., без да е успял да изпълни своя кръстоносен обет. Документ n° CCXCVII от Regesta comitum Sabaudiae, съобщава за смъртта му на 1 април 1148 г. в Кипър, и Sigiberti Continuatio също съобщава за смъртта му през 1148 г. в Кипър.
Амадей III е наследен от най-големия си син Хумберт като Хумберт III под регентството на Амадей д'Отрив, цистерциански монах, епископ на Лозана, който е абат на Откомб и е добър приятел на Амадей III.

## Брак и потомство
Жени се два пъти:
∞ 1. за Аделхайд († сл. юли 1134), чиито предци са неизвестни, от която има две дъщери:
- Алиса или Елиза Савойска (* ок. 1123/25, † 1174), ∞ ок. 1140 за Хумберт III, господар на Божьо, син на Гишар IV, господар на Божьо
- Мафалда или Матилда Савойска (* ок. 1125, † 4 ноември 1157, Коимбра), чрез брак кралица на Португалия; ∞ 1146 за краля на Португалия Афонсу I (* 25 юли 1109, Гимараеш; † 6 декември 1175, Коимбра), от когото има трима сина и четири дъщери.

След като овдовява, Амадей III, също заради съюз срещу графовете на Женева:
∞ 2. ок. юли 1134/1135 за Матилда Албонска (* 1112/116, † сл. 30 март 1148) (според Самюел Гишенон тя е единствената му съпруга), дъщеря на графа на Албон Гиг V и на неговата съпруга кралица, известна като Матилда, от английско потекло. Имат четири сина и три или четири дъщери:
- Агнес Савойска (* 1138, † пр. 1172), ∞ за Вилхелм I († 25 юли 1196), граф на Женева, син на Амадей I Женевски, от когото има един син
- Хумберт Савойски (* 4 август 1136, Авиляна; † 4 март 1188, Шамбери), граф на Мориен и на Савоя като Хумберт III, ∞ 1. 1151 за Файдива Тулузка (* 1135, † 1154), дъщеря на Алфонс Годфроа I, граф на Тулуза, от която няма деца 2. 1155 за Гертруда Фландърска (* ок. 1140, † 1186), дъщеря на Дитрих Елзаски, граф на Фландрия, и на Сибила Анжуйска, от която няма деца, развод 3. 1164 за Клеменция от Церинген († ок. 1173), дъщеря на херцог Конрад I и на Клеменция от Намюр, от която има три дъщери 4. 1177 за Беатриса Маконска (* ок. 1160, † 1230), от която има един син и вероятно една дъщеря.
- Йохан Савойски († ок. 1188), монах в манастира „Сант Антонио ди Ранверсо“ в Пиемонт[30]
- Петър Савойски († ок. 1188), монах в манастира „Сант Антонио ди Ранверсо“ в Пиемонт[30]
- Вилхелм Савойски († сл. 1173), който преподписва като брат на графа брачно споразумение от 1173 г. между Алиса, най-голямата дъщеря на неговия брат Хумберт III, и Джон Безземни, бъдещ крал на Англия, сключено между Хумберт III и краля на Англия Хенри II Плантагенет
- Маргарита Савойска († сл. 1157), монахиня в Абатство Бон
- Юлиана Савойска († 31 декември 1194), игуменка на манастира „Сент Андре лез От“ във Виен[31]
- Изабела Савойска (неизв.)[29]

### Първични източници
- (LA) Cartulaire de l'abbaye de Saint-André-Le-Bas-de-Vienne1
- (LA) Monumenta Germaniae Historica, Scriptores, tomus VI.
- (LA) Monumenta Germaniae Historica, Scriptores, tomus XIII.
- (LA) Monumenta Germaniae Historica, Scriptores, tomus XXIII)
- (LA) Petit cartulaire de l'abbaye de Saint-Sulpice en Bugey
- (LA) Regesta comitum Sabaudiae
- (LA) Mémoires pour l'histoire ecclésiastiques des diocèses de Genève
- (LA) Recueil des historiens des Gaules et de la France. Tome 12
- (LA) Peter der Zweite, Graf von Savoyen, Markgraf in Italien
- (LA) Chronique de Robert de Torigni, abbé du Mont-Saint-Michel, Volume 2
- (LA) Cartulare monasterii beatorum Petri et Pauli de Domina.
- (LA, FR) Regeste dauphinois, ou Répertoire chronologique et analytique des documents, tome I, fascicolo II.

### Историографска литература
- Histoire de Savoie, d'après les original documents,... par Victor . . . Flour de Saint-Genis Tome 1
- Histoire généalogique de la royale maison de Savoie, justifiée par titres, ..par Guichenon, Samuel
- (англ.) The early history of the House of Savoy (1000 – 1233)
- Detlev Schwennicke, Europäische Stammtafeln, XI/156, II/38
- Marie José, Das Haus Sayoven, Stiftung Pro Castellione, 1994

### Други
- COMTES de SAVOIE et de MAURIENNE 1060 – 1417 – AMEDEE de Maurienne, на fmg.ac, Foundation for Medieval Genealogy
- The House of Savoy – Amedeo III, на genealogy.euweb.cz, Genealogy
- Amedèo III, на sapere.it